# Lemat Gaussa (teoria liczb)
Lemat Gaussa, kryterium Gaussa – lemat zadający warunki, które musi spełniać liczba całkowita, aby była resztą kwadratową modulo {\displaystyle p}, gdzie {\displaystyle p} jest liczbą pierwszą. Pierwszy raz użył go Carl Friedrich Gauss w dowodzie prawa wzajemności reszt kwadratowych.

## Twierdzenie[1][2]
Niech {\displaystyle p>2} będzie liczbą pierwszą oraz {\displaystyle a} będzie niepodzielne przez {\displaystyle p}. Rozważmy zbiór
{\displaystyle S=\{a,2a,3a,\dots ,\textstyle {\frac {p-1}{2}}a\}.}
Niech {\displaystyle v} będzie liczbą tych elementów zbioru {\displaystyle S}, które dają przy dzieleniu przez {\displaystyle p} resztę większą od {\displaystyle \textstyle {\frac {p-1}{2}}}. Wówczas 
{\displaystyle \left({\frac {a}{p}}\right)=(-1)^{v},}
gdzie {\displaystyle \textstyle \left({\frac {a}{p}}\right)} jest symbolem Legendre’a.

## Przykład
Rozważmy {\displaystyle p=11} oraz {\displaystyle a=7}. Wówczas {\displaystyle S=\{7,14,21,28,35\}.} Elementy zbioru {\displaystyle S} dają kolejno reszty 7, 3, 10, 6 i 2 z dzielenia przez {\displaystyle 11}. Dokładnie trzy z nich są większe od {\displaystyle \textstyle {\frac {11}{2}}}, czyli {\displaystyle v=3}. Na mocy lematu Gaussa, otrzymujemy
|  |  | {\displaystyle \left({\frac {7}{11}}\right)=(-1)^{3}=-1}, |

co jest prawdą, ponieważ 7 nie jest resztą kwadratową modulo 11. Są nimi tylko 0, 1, 3, 4, 5 oraz 9.

## Dowód[1][2]
Dowód można przeprowadzić elementarnymi metodami, znajdując wartość wyrażenia
|  |  | {\displaystyle Z=a\cdot 2a\cdot 3a\cdot \ldots \cdot \textstyle {\frac {p-1}{2}}a}. |

modulo {\displaystyle p} dwoma sposobami. 
Z jednej strony mamy 
|  |  | {\displaystyle Z=a^{(p-1)/2}\left(1\cdot 2\cdot 3\cdot \ldots \cdot \textstyle {\frac {p-1}{2}}\right)}. |  | (1) |

Z drugiej strony możemy zdefiniować wartość {\displaystyle |x|} jako
|  |  | {\displaystyle {\mid }x{\mid }={\begin{cases}{\phantom {-}}x&{\mbox{gdy }}1\leqslant (x{\mod p})\leqslant {\frac {p-1}{2}},\\-x&{\mbox{gdy }}{\frac {p+1}{2}}\leqslant (x{\mod p})\leqslant p-1.\end{cases}}} |

Skoro {\displaystyle v} jest liczbą wielokrotności {\displaystyle ka} dla {\displaystyle k=1,2,3,\dots ,\textstyle {\frac {p-1}{2}}}, których reszty modulo {\displaystyle p} spełniają drugi warunek powyższej definicji, mamy
|  |  | {\displaystyle Z=(-1)^{v}\left(\|a\|\cdot \|2a\|\cdot \|3a\|\cdot \ldots \cdot \left\|\textstyle {\frac {p-1}{2}}a\right\|\right)}. |

Zauważmy teraz, że wartości {\displaystyle |ka|} modulo {\displaystyle p} są parami różne dla {\displaystyle k=1,2,3,\dots ,\textstyle {\frac {p-1}{2}}.} Istotnie {\displaystyle |xa|\equiv |ya|{\pmod {p}}} implikuje {\displaystyle xa\equiv ya{\pmod {p}}} lub {\displaystyle xa\equiv -ya{\pmod {p}}}. Jeśli {\displaystyle xa\equiv ya{\pmod {p}}}, to {\displaystyle x\equiv y{\pmod {p}}}, co daje {\displaystyle x=y}. Niemożliwe jest również {\displaystyle xa\equiv -ya{\pmod {p}}}, bo wynika stąd {\displaystyle x+y\equiv 0{\pmod {p}}}, a to nie zachodzi dla {\displaystyle 1\leqslant x,y\leqslant \textstyle {\frac {p-1}{2}}}.
Ponadto, ponieważ {\displaystyle |x|} przyjmuje jedynie wartości {\displaystyle 1,2,\dots ,\textstyle {\frac {p-1}{2}}} modulo {\displaystyle p}, a rozważanych wartości {\displaystyle |ka|}  jest dokładnie {\displaystyle \textstyle {\frac {p-1}{2}}}, ich reszty modulo {\displaystyle p} stanowią permutację wartości {\displaystyle 1,2,3,\dots ,\textstyle {\frac {p-1}{2}}}. Zatem
|  |  | {\displaystyle Z\equiv (-1)^{v}\left(1\cdot 2\cdot 3\cdot \ldots \cdot {\frac {p-1}{2}}\right){\pmod {p}}}. |  | (2) |

Przyrównując prawe strony (1) i (2) oraz skracając przez {\displaystyle 1\cdot 2\cdot 3\cdot \ldots \cdot \textstyle {\frac {p-1}{2}}\not \equiv 0,} otrzymujemy
|  |  | {\displaystyle a^{\frac {p-1}{2}}\equiv (-1)^{v}}. |

Teza wynika natychmiast z kryterium Eulera, ponieważ lewa strona jest innym sposobem wyrażenia symbolu Legendre’a. 